# Cabernet franc
Cabernet franc, Cabernet Franc – czerwony szczep winorośli właściwej, pochodzący z Francji i uprawiany na całym świecie. Znany przede wszystkim z winnic w regionie Bordeaux i Dolinie Loary, a także jako jeden z rodziców popularnych odmian cabernet sauvignon i merlot.

## Charakterystyka
Ojczyzną szczepu jest Francja, a dokładniej region Bordeaux.  Cabernet franc bywał mylony ze swoimi potomkami: odmianą carménère w północnych Włoszech i cabernet sauvignon. Ze względu na odsetek pomyłek czasami nie prowadzi się nawet oddzielnych statystyk dla cabernet franc i cabernet sauvignon albo dane obarczone są niedokładnością.
Cabernet franc dojrzewa wcześnie. Cechuje się większą tolerancją na chłód niż uprawiane na podobnych stanowiskach cabernet sauvignon i merlot, przez co w niektórych winnicach stanowi zabezpieczenie na wypadek niedostatecznej dojrzałości innych odmian albo mroźnej zimy. Lubi podłoże kamieniste i piaszczyste.
Grona są małe, o cylindryczno-stożkowym kształcie. Jagody również małe, okrągłe, o cienkiej skórce, ale większe od owoców cabernet sauvignon.

### Znaczenie w różnorodności odmianowej

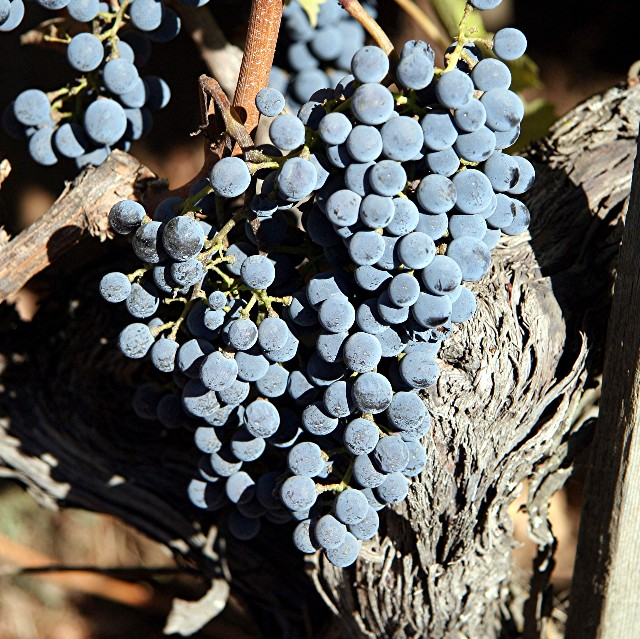
Cabernet franc w kalifornijskiej winnicy

Odmiana cabernet franc jest rodzicem kilku ważnych szczepów winorośli właściwej. Cabernet sauvignon jest krzyżówką cabernet franc i sauvignon blanc. Z kolei z połączenia cabernet franc i gros cabernet powstała odmiana carménère. Popularny merlot to krzyżówka cabernet franc i magdeleine noire des charentes. Dalszy potomek cabernet franca, incrocio terzi nr 1 wchodzi w skład win musujących franciacorta. Przypuszcza się, że znany z Hiszpanii szczep mencia pochodzi także od tej odmiany.

## Wina
Z cabernet franc tłoczy się przeważnie wina dość lekkie. Na najlepszych stanowiskach jest bardzo aromatyczny, ale mniej wyważony i bledszy niż cabernet sauvignon, o niższym poziomie tanin, dlatego stanowi raczej szczep uzupełniający, a nie dominujący. Wina są wonne. W zależności od regionu uprawy i metod winifikacji wyróżnia się aromaty czekolady, porzeczek, czerwonych owoców (truskawka, czereśnia), lukrecji i pieprzu.

## Rozpowszechnienie

### Francja
We Francji, kraju swego pochodzenia, cabernet franc jest znany z winnic Bordeaux, Doliny Loary, a w mniejszym stopniu południowego zachodu kraju. W 2010 zajmował w kraju szóste miejsce wśród czerwonych odmian winorośli z 36 302 ha powierzchni winnic (po merlocie, grenache, syrah, cabernet sauvignon i carignan).
W okolicach Bordeaux tradycyjnie uprawia się go w chłodniejszych podregionach Saint-Émilion i Pomerol, gdzie stanowi przeważnie 20-50% kupażu. W Dolinie Loary i Andegawenii jest najpowszechniej uprawianą czerwoną odmianą winorośli (w 2008: 5373 ha w departamencie Indre i Loara, 8593 ha w departamencie Maine i Loara). Wytwarza się z niej tam przede wszystkim jednoodmianowe wina, posiadające własne apelacje w pasie od Chinon i Bourgueil do Blois. Popularne jest też różowe wino cabernet d’anjou. Niewielkie uprawy istnieją także w Sabaudii.

### Włochy
Pod koniec XIX wieku, po epidemii filoksery cabernet franc trafił do Friuli i Trydentu-Górnej Adygi. Często był mylony z carménère. 

### Inne kraje Europy i Bliski Wschód
Cabernet franc jest uprawiany m.in. na Węgrzech (uprawy w regionie Villány i Eger). Szczep jest spotykany także w winnicach niemieckich, hiszpańskich (region Penedès), rumuńskich, w krajach bałkańskich i w Izraelu.

### Ameryka Północna i Południowa
Odmiana jest uprawiana m.in. w Kalifornii, Argentynie i Chile.

### Afryka
Cabernet franc zajmuje w Republice Południowej Afryki od 1% powierzchni winnic, co daje mu siódmą lokatę wśród odmian czerwonych. Służy często do produkcji kupaży z odmian bordoskich.

### Azja i Oceania
Szczep jest ważnym szczepem w Australii, gdzie stanowi 10% pozyskiwanych czerwonych winogron i jest wykorzystywany w produkcji win typu bordoskiego (mieszanka cabernet sauvignon, merlota i cabernet franc). Uprawy są młode; powierzchnia winnic obsadzonych odmianą wynosiła w 2002 1427 ha, a owoce zbierano w 2003 dopiero z 834 ha.
Niewielkie uprawy znajdują się nawet w Japonii.

## Synonimy
Popularnymi synonimami są przede wszystkim bouchet albo bouchy, breton i gros vidure.